# 실베스트르 바렐라
실베스트르 바렐라(포르투갈어: Silvestre Manuel Gonçalves Varela, 1985년 2월 2일 ~ )는 포르투갈의 축구 선수로 포지션은 윙어이다. 현재 포르투 B에서 활약하고 있다.

## 클럽 경력
스포르팅 CP의 유스 출신으로, 바렐라는 프로 생활 초기 카사 피아 AC와 비토리아 FC로 임대되었다. 포르투갈 U-21 대표팀의 주전임과 동시에 다양한 토너먼트에 출전하였지만, 그는 포르투갈 1군의 주전직을 차지하는데 실패하였고, 2005-06 시즌에 단 2번의 교체출장만 하였다.
2007-08 시즌, 바렐라는 베투와 카를루스 마르틴스와 더불어 스페인의 레크레아티보 우엘바로 건너갔다. (바렐라의 세 번째 임대 이적) 그 후 라 리가에서의 실망스러운 시즌 이후, 그는 2008년 7월에 스포르팅으로 돌아갔고, 그 뒤 CF 에스트렐라 다 아마도라로 매각되었다.
시즌 종료 직전, 2009년 3월에, 에스트렐라에서의 좋은 모습을 보였는데도 불구하고 팀이 강등당하자, 바렐라는 FC 포르투로 자유 이적하였고, 그 해 7월부터 유효한 4년 계약서를 서명하였다.
FC 포르투에서의 첫 시즌에 바렐라는 콜롬비아의 라다멜 팔카오에 이어 팀내 득점 2위로 마감하였다. 2010년 3월에는 하지만, 훈련 도중에 종아리뼈를 골절당하여 시즌아웃되어 팀이 리그 3위로 마감하는데 야기되었다.

## 국가대표 경력
포르투에서의 우수한 성과를 낸 후, 바렐라는 2010년 3월 3일에 코임브라에서의 중국과의 2-0 승리로 끝난 친선경기에서 후반전 교체되어 출장하였다.
그는 국가대표 득점을 2011년 3월 26일, 1-1 무승부로 끝난 레이리아에서의 칠레와의 친선경기에서 기록하였다.

## 수상
FC 포르투
- UEFA 유로파리그: 2010-11
- 포르투갈 리가: 2010-11
- 포르투갈 컵: 2009-10, 2010-11
- 포르투갈 슈퍼컵: 2009, 2010, 2011

 포르투갈
- UEFA 유럽 축구 선수권 대회 : 4강 (2012)